# Arthur Hauffe
Arthur Hauffe (20 de dezembro de 1892 - 22 de julho de 1944) foi um oficial alemão que serviu no Deutsches Heer durante a Segunda Guerra Mundial. Foi condecorado com a Cruz de Cavaleiro da Cruz de Ferro.

## Condecorações
| Cruz de Ferro (1914) 2ª Classe                                                      |                       |
| Cruz de Ferro (1914) 1ª Classe                                                      |                       |
| Cruz Hanseática de Hamburgo                                                         |                       |
| Cruz de Cavaleiro da Ordem do Leão de Zähringer com Espadas 2ª Classe               |                       |
| Cruz de Cavaleiro da Ordem de Albrecht com Espadas 2ª Classe                        |                       |
| Cruz de Cavaleiro da Ordem da Casa do Duque de Saxe-Ernestine com Espadas 2ª Classe |                       |
| Cruz de Honra da Guerra Mundial 1914/1918                                           |                       |
| Cruz de Ferro (1939) 2ª Classe                                                      |                       |
| Cruz de Ferro (1939) 1ª Classe                                                      |                       |
| Medalha da Frente Oriental                                                          |                       |
| Cruz Germânica em Ouro                                                              | 11 de abril de 1944   |
| Ordem de Michael o Bravo, 3ª Classe (Romênia)                                       | 14 de outubro de 1941 |
| Condecoração por Longo tempo de Serviço na Wehrmacht 4ª a 1ª Classe                 |                       |
| Cruz de Cavaleiro da Cruz de Ferro                                                  | 25 de julho de 1943   |